# Phù Dư Thái hậu
Phù Dư Thái hậu (扶餘太后) là một thái hậu của triều đại Cao Câu Ly trong lịch sử Triều Tiên và Hàn Quốc. Bà là vợ của Vương tử Cao Tái Tư (高再思), người con trai thứ 6 của vị vua thứ hai nhà Cao Câu Ly, Lưu Ly Minh Vương. Bà chưa từng làm vương hậu vì chồng bà chưa từng lên ngôi vua, và chỉ trở thành thái hậu sau khi đứa con trai 7 tuổi là Thái Tổ Đại Vương được chọn kế vị ngai vàng và trở thành vị vua thứ 6 của triều Cao Câu Ly. Bà không có thụy hiệu, mà chỉ được gọi là Phù Dư Thái hậu, vì xuất thân của bà đến từ vương quốc Phù Dư.

## Đề cập trong chính sử
| Thái Tổ Đại Vương, hay Quốc Tổ Vương(國祖王), tên thật là Cung (宮). Ấu thời tên là Ư Tâu (於漱), là con trai của cổ trâu gia Tái Tư, cháu nội vua Lưu Ly Vương (琉璃王) Thân mẫu là người nước Phù Dư. Sau khi Mộ Bản Vương băng hà, thái tử vì tư chất kém cỏi không thể điều hành đất nước, nên vương quyền được trao lại cho vương tôn Cung. Tân vương ngay từ khi còn nhỏ đã bộc lộ tư chất thông minh, dù còn nhỏ nhưng xuất chúng hơn người. Tuy nhiên do lên ngôi khi chỉ mới 7 tuổi, quyền chấp chính được trao cho thân mẫu khi đó là thái hậu.— trích Tam quốc sử ký quyển 15, Cao Câu Ly bổn ký chuơng 3, đề mục Thái Tổ Đại Vương Cao Câu Ly Quốc Tổ Vương (國祖王) Cao Cung (高宮) lên ngôi năm Hậu Hán Kiến Vũ (建武) thứ 29 (tức năm 53), Quốc mẫu buông rèm nhiếp chính cho ấu vương 7 tuổi.— trích Hải Đông cổ ký |

## Gia quyến
- Chồng : Vương tử Cao Tái Tư(高再思)
  - Con trai : Thái Tổ Đại Vương(太祖大王)